# Grafômetro

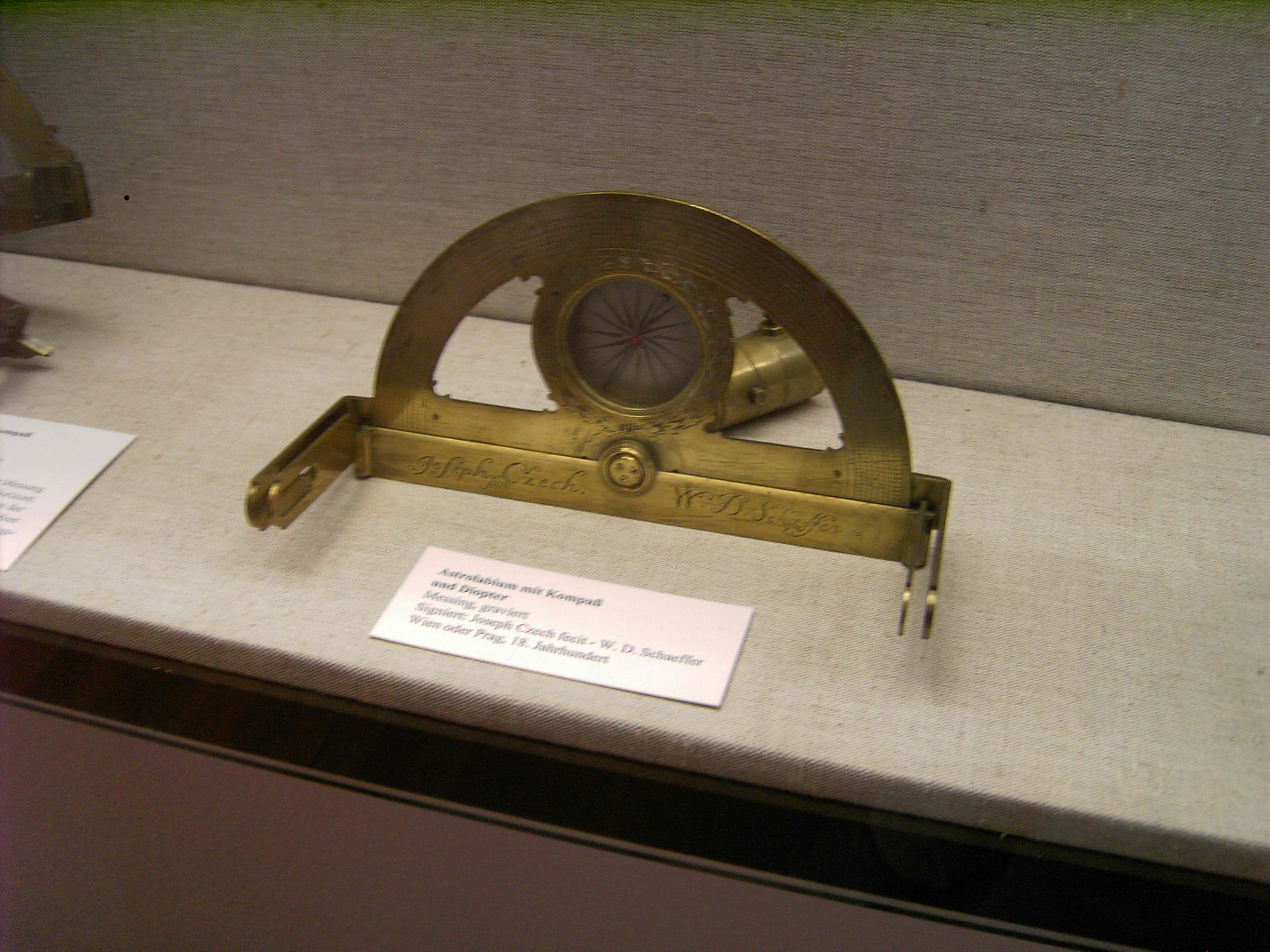
Grafômetro alemão, de Göttingen.

Grafômetro (português brasileiro) ou grafómetro (português europeu) é um antigo instrumento de agrimensura, usado para medir distâncias angulares em levantamentos topográficos, sendo constituído normalmente por um semicírculo graduado e uma alidade móvel (como na imagem ao lado).

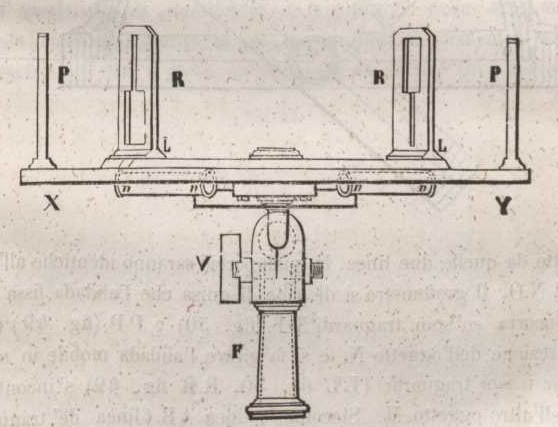
Grafômetro do século XIX (Manuale del fognatore comprendente la pratica inglese del drenaggio, 1856)

Foi inventado em 1597 por Philippe Danfrie e foi durante mais de dois séculos o instrumento essencial dos agrimensores franceses. Serve para desenhar mapas de pequena escala, com o registro dos ângulos formados, desde um ponto de observação, por elementos característicos da paisagem como campanário, árvore, casa, cume de colina embora só permita medições de curtas distâncias.